# Povl Ernst Hoff
Povl Ernst Dybron Hoff (født 24. august 1903 i Hellerup, død 3. april 1992 i København) var en dansk arkitekt og del af Hoff & Windinge. Han var far til maleren Ulrik Hoff.
Han var søn af ingeniørkaptajn, senere teknisk direktør Axel Constantin Hoff og Astrid Jensen. Han blev student fra Østre Borgerdydskolen 1921, gik på Teknisk Skole et år og dernæst på Kunstakademiets Arkitektskole, hvorfra han tog afgang 1929. 
Han opholdt sig ved École française d'Athènes og deltog i opmålinger af atheniensernes skatkammer i Delfi 1930, var ansat hos Johannes Magdahl Nielsen 1930, var indretningsarkitekt hos Bureau Birka, Paris 1931 og konduktør hos Gotfred Tvede 1932. Han var dernæst konduktør for Vilhelm Lauritzen på Radiohuset 1933-45. Han drev egen tegnestue sammen med Bennet Windinge 1942-73 og sammen med Poul Wedsted Olesen, Bent Sand Høgsberg og Palle Rydahl Drost fra 1973.
Hoff fik K.A. Larssens Legat 1922, Gladsaxe Kommunes præmiering sammen med Bennet Windinge 1947, 1948, 1949, 1951, 1952 og 1969, Den Neuhausenske Præmie 1950 for et studenterkollegium (også Windinge), Eckersberg Medaillen sammen med Bennet Windinge 1952, Foreningen til Hovedstadens Forskønnelses diplom for Søndergårdsparken 1952, og for Utterslev Kirke 1965, for Høje Gladsaxe 1970, Københavns Kommunes præmiering 1954, Træprisen 1963, Gentofte Kommunes diplom for Montebello dag- og nathospital 1966 og for Amtssygehuset i Gentoftes sygeplejerskeboliger 1971.
Han var i Italien, Frankrig, Spanien 1922; Grækenland 1929-30; Frankrig m.fl. 1931.
Hoff deltog i Magasins udstilling Boligbyen, Forum København 1937; Nordisk Byggedag, Oslo 1938, København 1946, Charlottenborg Forårsudstilling 1939, 1943, 1944, 1946 og deltog endvidere i Snedkerlaugets årlige udstillinger.
Han blev gift 29. april 1930 i Thorsted med Gerda Elisabeth Lund (3. februar 1904 i Aalborg), datter af læge Viggo Lund og Marie Ovidia Klingenberg. Ægteskabet blev opløst 1981. Han er begravet på Ordrup Kirkegård.

## Værker

### Sammen medBennet Windinge, seHoff & Windinge
Tekst mangler, hjælp os med at skrive teksten

### Konkurrencer
- Politikens konkurrence om småhuse (1930, 1. præmie sammen med Vagn Kaastrup)
- Københavns Amtsgård (1941, 1. præmie sammen med Bennet Windinge)
- Mosegårdsskolen, Gentofte (1943, 4. præmie sammen med Bennet Windinge)
- Alumnatbygning, Sorø Akademi (1963, 1. præmie sammen med Bennet Windinge)
- Psykiatrisk hospital, Augsburg, Tyskland (1974 1. præmie sammen med Palle Rydahl Drost)